# Gaocheng
Gaocheng (藳城 ; pinyin : Gàochéng) est une ville de la province du Hebei en Chine. Elle est placée sous la juridiction de la ville-préfecture de Shijiazhuang.

## Démographie
La population du district était de 746 930 habitants en 1999.

## Covid-19
Début janvier 2021, 117 personnes contaminées à la Covid-19 (dont 78 asymptomatiques) sont détectées dans la ville-préfecture de Shijiazhuang. Tous les axes routiers et ferroviaires menant à Shijiazhuang sont alors fermés, ainsi que les écoles, et les habitants sont interdits de quitter la ville. Dans la ville-district de Gaocheng, zone la plus touchée, une campagne de désinfection des rues est immédiatement lancée.